# Pyrethrine
Pyrethrine (ISO-naam) is een insecticide dat meestal uit zes structureel analoge verbindingen bestaat. Het is een gewasbeschermingsmiddel van natuurlijke oorsprong (GNO). De stof komt voor in de olieklieren op de vruchten van de vaste plant Chrysanthemum cinerariaefolium syn. Tanacetum cinerariaefolium, die hiervoor geteeld wordt in Kenia.

## Structuur
Er zijn zes soorten verbindingen:
- Pyrethrine I (C21H28O3)
- Pyrethrine II (C22H28O5)
- Cinerine I (C20H28O3)
- Cinerine II (C21H28O5)
- Jasmoline I (C21H30O3)
- Jasmoline II (C22H30O5)

Pyrethrine I en II zijn verwante esters met een kern van cyclopropaan. Het zijn vloeibare stoffen, die door oxidatie snel hun werking verliezen.

## Werking
Pyrethrinen zijn neurotoxinen die op het zenuwstelsel van alle insecten inwerken, dus ook op die van nuttige insecten, zoals bijen. In lage dosering zijn ze insectenwerend. Ze zijn schadelijk voor vissen, maar zijn veel minder schadelijk voor zoogdieren en vogels dan veel synthetische insecticiden.
Ze zijn niet-persistent en worden in de natuur en door blootstelling aan licht of zuurstof gemakkelijk afgebroken.
De chemische structuur is de basis voor veel synthetische insecticiden, pyrethroïde genoemd, zoals cyfluthrin, permethrin en cypermethrin.
Piperonylbutoxide wordt aan de meeste producten met pyrethrinen toegevoegd in de verhouding van 1 op 4 of 5. Het is op zichzelf geen bestrijdingsmiddel, maar versterkt (synergie) de werking van pyrethrinen, omdat het de afbraak hiervan remt. Sesamex is een andere synergist die hetzelfde effect heeft. Piperonylbutoxide kan bij inname van hogere doseringen schade aan de lever en de nieren veroorzaken.